# إد ديرونسكي
إد ديرونسكي (بالإنجليزية: Ed Derwinski)‏ (15 سبتمبر 1926 في شيكاغو - 15 يناير 2012 في أوك بروك) سياسي من الولايات المتحدة.